# Dawas
Dawas is een bestuurslaag in het regentschap Musi Banyuasin van de provincie Zuid-Sumatra, Indonesië. Dawas telt 4093 inwoners (volkstelling 2010).